# Dekanat szkłowski
Dekanat szkłowski – jeden z ośmiu dekanatów wchodzących w skład eparchii mohylewskiej i mścisławskiej Egzarchatu Białoruskiego Patriarchatu Moskiewskiego.
Dziekanem jest protojerej Andriej Rybakow.

## Parafie w dekanacie[1]
- Parafia Białynickiej Ikony Matki Bożej w Białyniczach
  - Cerkiew Białynickiej Ikony Matki Bożej w Białyniczach
- Parafia św. Mikołaja Cudotwórcy w Ciachcinie
  - Cerkiew św. Mikołaja Cudotwórcy w Ciachcinie
- Parafia Ikony Matki Bożej ,,Niewyczerpany Kielich" w Ciecierzynie
  - Cerkiew Ikony Matki Bożej w ,,Niewyczerpany Kielich" w Ciecierzynie
- Parafia św. Ducha w Gołowczynie
  - Cerkiew św. Ducha w Gołowczynie
- Parafia św. Andrzeja w Komsieniczach
  - Cerkiew św. Andrzeja w Komsiewiczach
- Parafia św. Trójcy w Krągłem
  - Cerkiew św. Trójcy w Krągłem
- Parafia św. Trójcy w Starosielu
  - Cerkiew św. Trójcy w Starosielu
- Parafia Iwerskiej Ikony Matki Bożej w Szkłowie
  - Cerkiew Iwerskiej Ikony Matki Bożej w Szkłowie
- Parafia Przemienienia Pańskiego w Szkłowie
  - Cerkiew Przemienienia Pańskiego w Szkłowie
- Parafia Opieki Matki Bożej w Wielkich Łozicach
  - Cerkiew Opieki Matki Bożej w Wielkich Łozicach
- Parafia Zaśnięcia Najświętszej Maryi Panny w Wielkich Słowieniach
  - Cerkiew Zaśnięcia Najświętszej Maryi Panny w Wielkich Słowieniach
- Parafia św. Jerzego Zwycięzcy w Wysokiem
  - Cerkiew św. Jerzego Zwycięzcy w Wysokiem
- Parafia św. Piotra i św. Pawła w Wyszowie
  - Cerkiew św. Piotra i św. Pawła w Wyszowie
- Parafia św. Mikołaja Cudotwórcy w Zachodach
  - Cerkiew św. Mikołaja Cudotwórcy w Zachodach

## Galeria

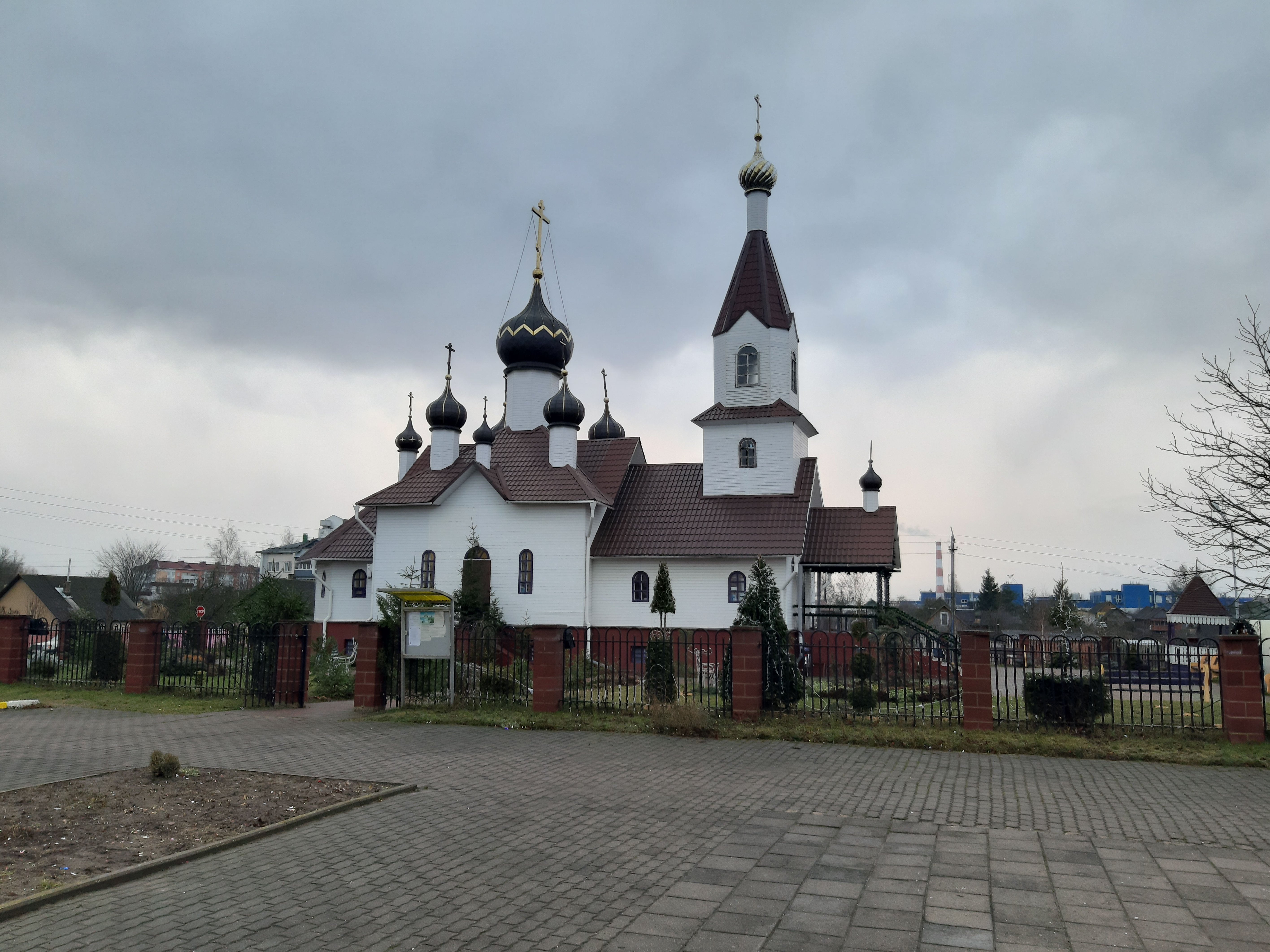
Cerkiew Białynickiej Ikony Matki Bożej w Białyniczach
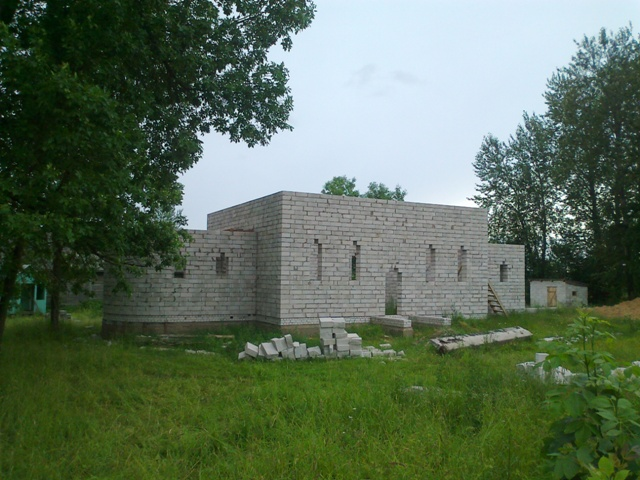
Cerkiew św. Mikołaja Cudotwórcy w Ciachcinie (nowa)
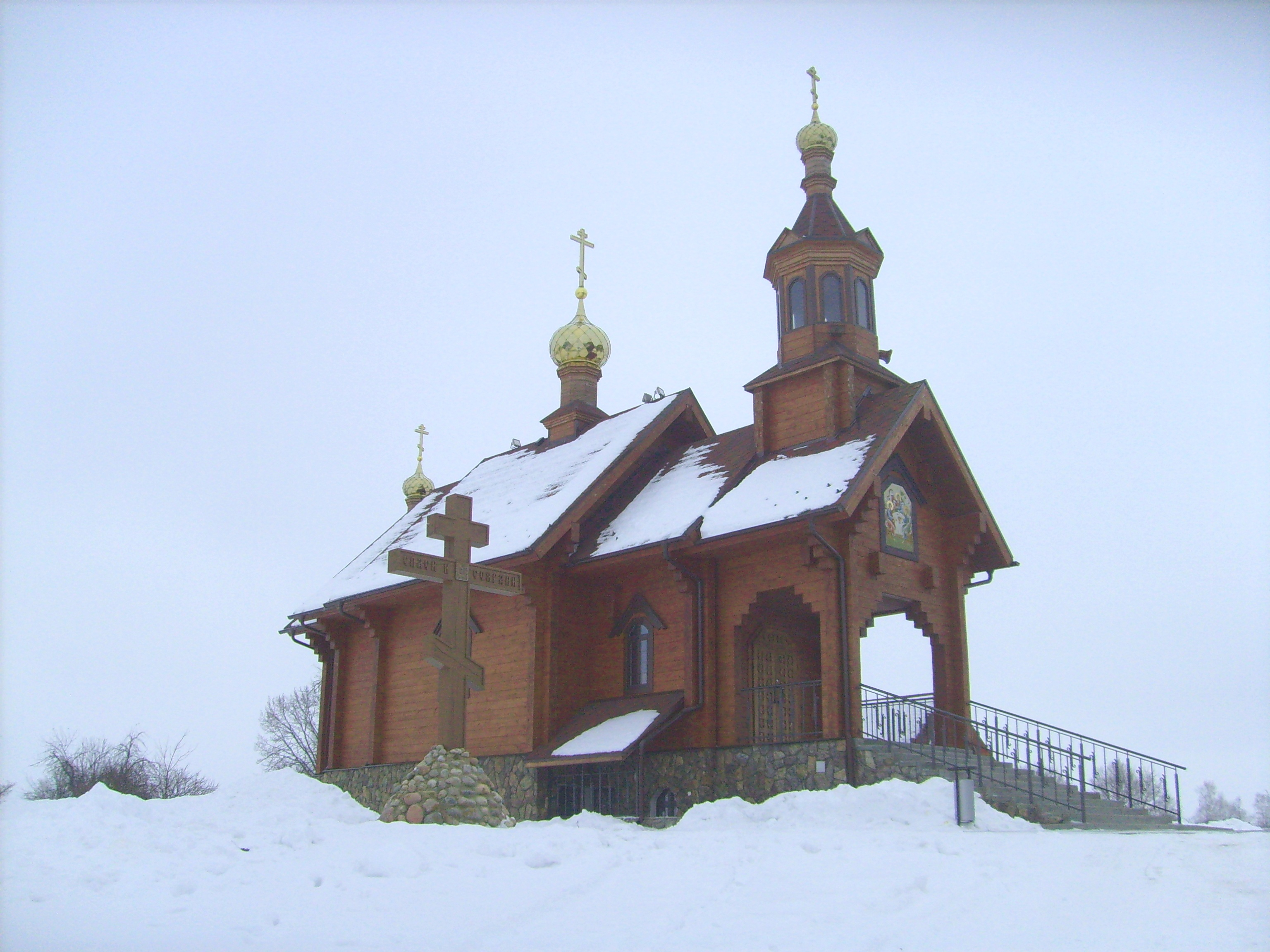
Cerkiew św. Trójcy w Gołowczynie
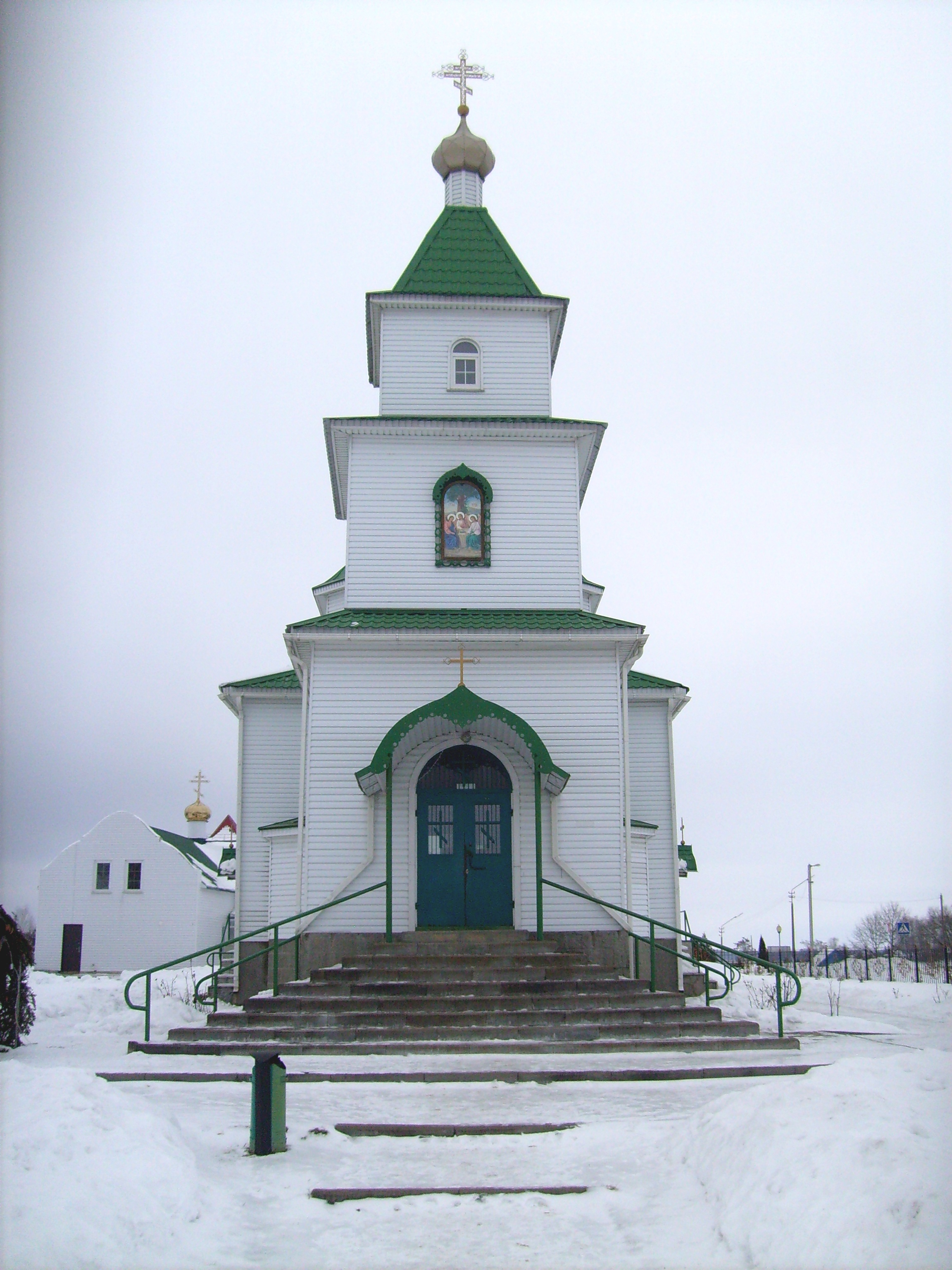
Cerkiew św. Trójcy w Krągłem
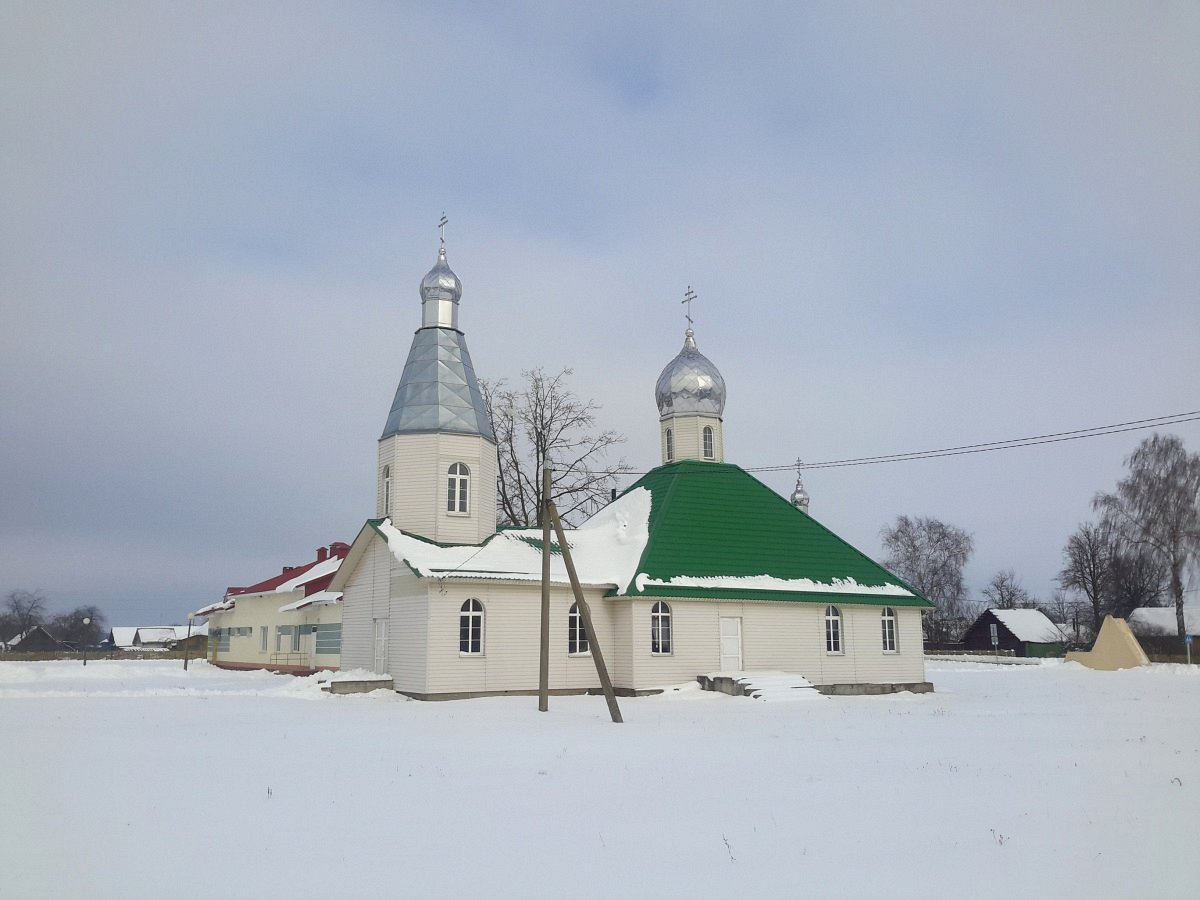
Cerkiew św. Trójcy w Starosielu
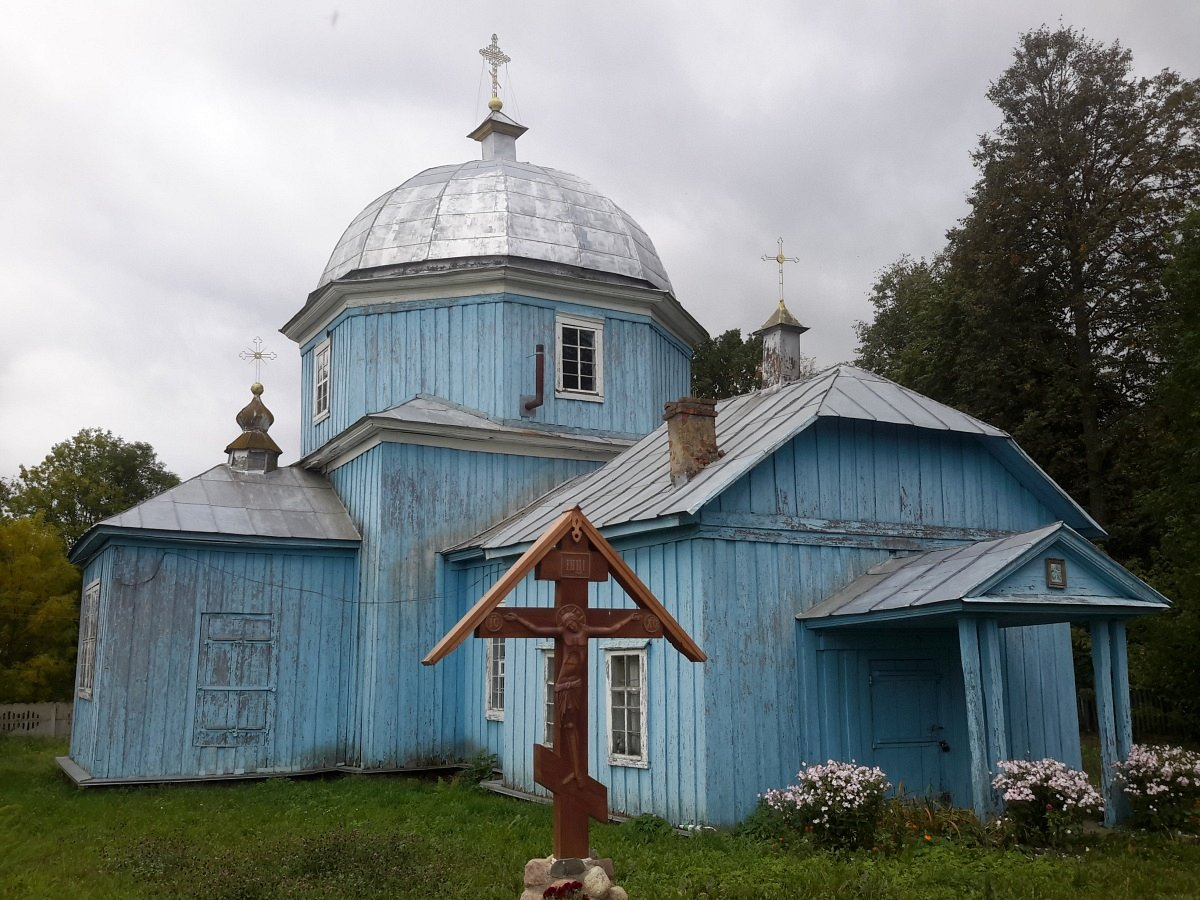
Cerkiew Opieki Matki Bożej w Wielkich Łozicach
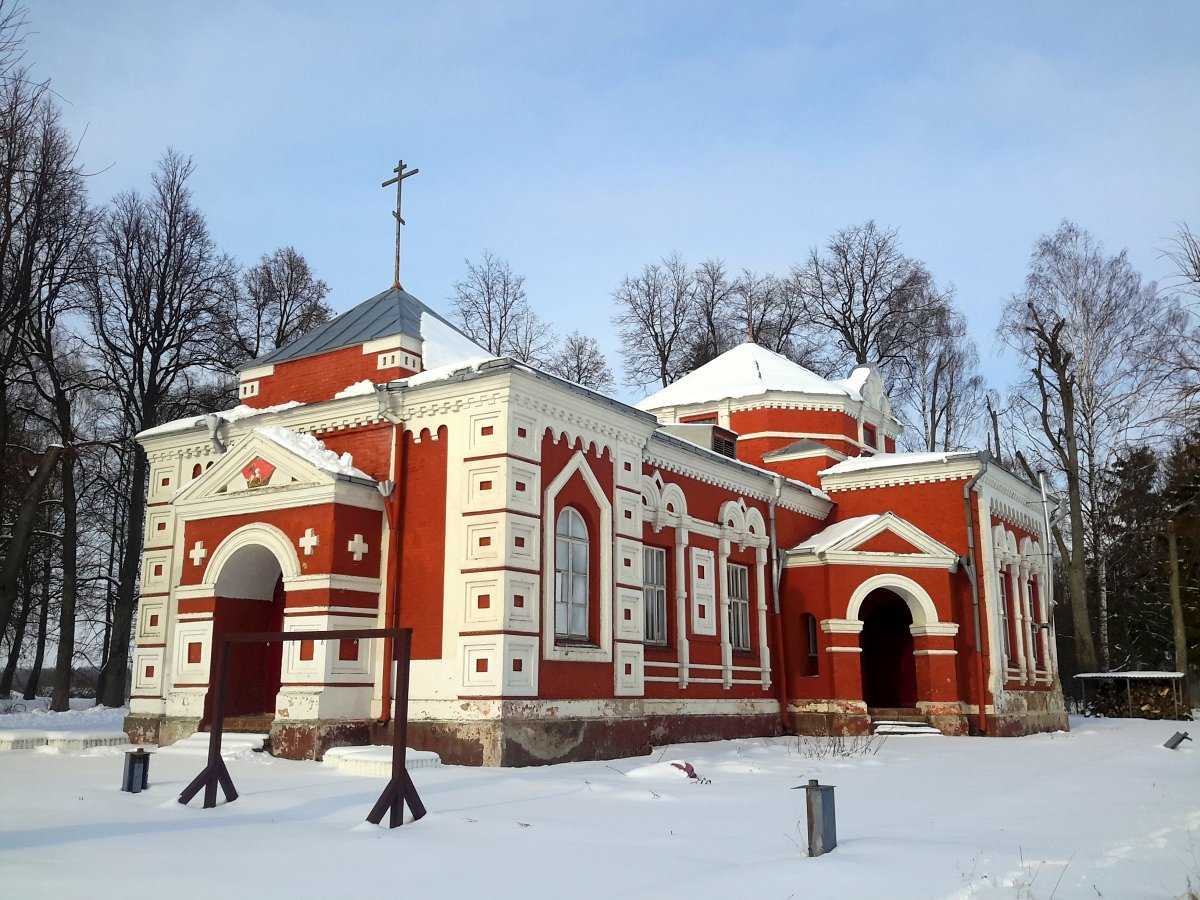
Cerkiew św. Jerzego Zwycięzcy w Wysokiem
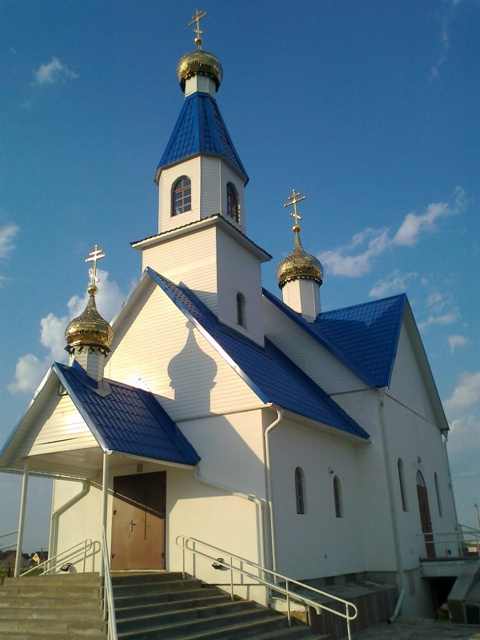
Cerkiew św. Piotra i św. Pawła w Wyszowie
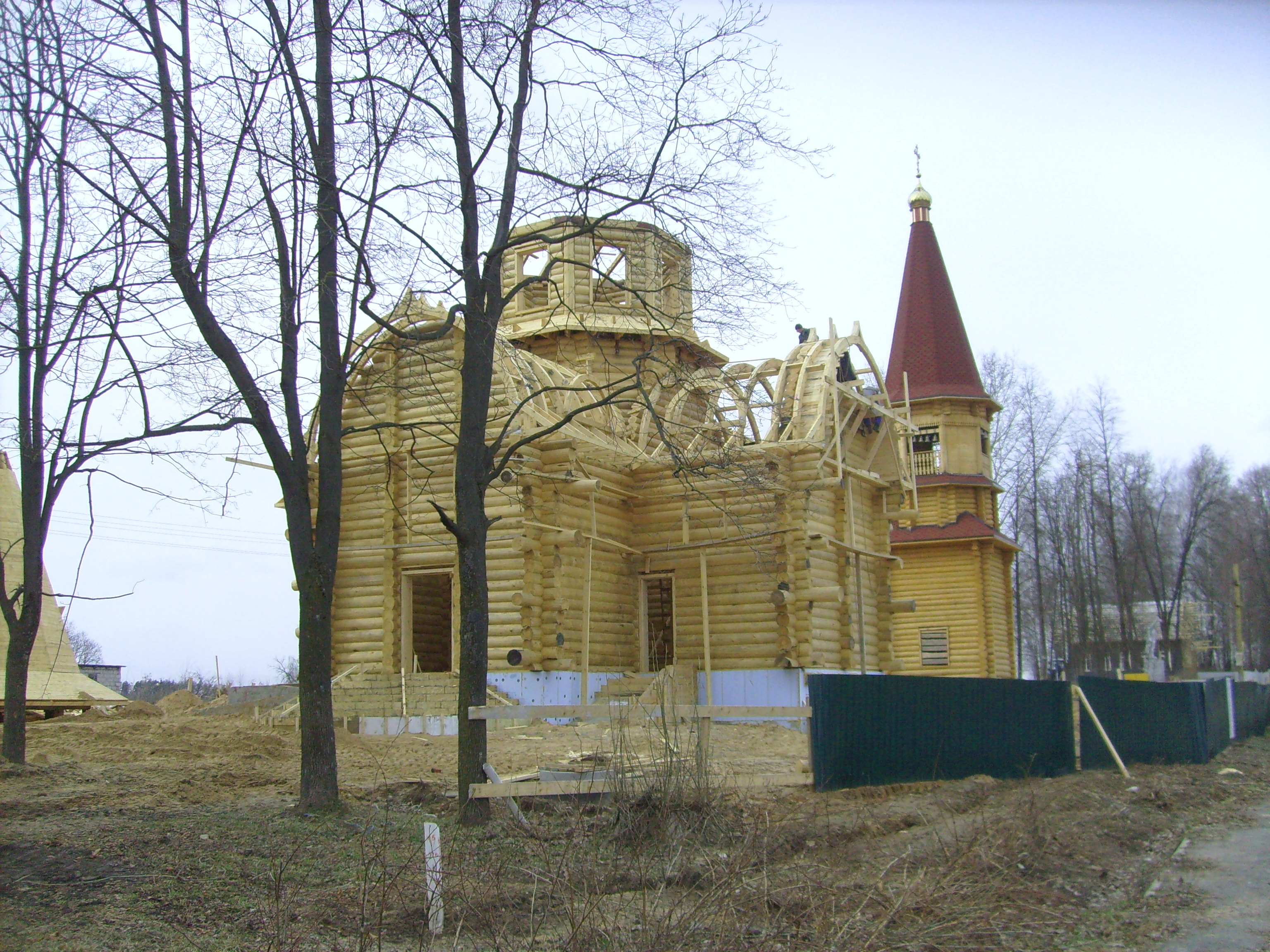
Cerkiew św. Mikołaja Cudotwórcy w Zachodach